# إيست بيثيل
إيست بيثيل هي مدينة في مقاطعة أنوكا، ولاية مينيسوتا، الولايات المتحدة الأمريكية. ويبلغ عدد سكانها 10941 في تعداد عام 2000. طريق مينيسوتا السريع 65 هو بمثابة الطريق الرئيسي في المدينة.

## التركيبة السكانية
قام مكتب تعداد الولايات المتحدة بتحديد بيانات التركيبة السكانية لإيست بيثيلفي تعداد الولايات المتحدة. في ما يلي، التركيبة السكانية حسب تعدادي 2000 و2010.

### تعداد عام 2000
بلغ عدد سكان إيست بيثيل 10,941 نسمة بحسب تعداد عام 2000، وبلغ عدد الأسر 3,607 أسرة وعدد العائلات 2,936 عائلة مقيمة في المدينة. في حين سجلت الكثافة السكانية 243.9 نسمة لكل ميل مربع (94.2/كم2). وبلغ عدد الوحدات السكنية 3,718 وحدة بمتوسط كثافة قدره 82.9 نسمة لكل ميل مربع (32.0/كم2).
وتوزع التركيب العرقي للمدينة بنسبة 97.55% من البيض و0.43% من الأمريكيين الأصليين و0.45% من الأمريكيين ذوي الأصول الآسيوية و0.19% من الأمريكيين الأفارقة و1.06% من عرقين مختلطين أو أكثر.
بلغ عدد الأسر 3,607 أسرة كانت نسبة 47.2% منها لديها أطفال تحت سن الثامنة عشر تعيش معهم، وبلغت نسبة الأزواج القاطنين مع بعضهم البعض 70.6% من أصل المجموع الكلي للأسر، ونسبة 6.1% من الأسر كان لديها معيلات من الإناث دون وجود شريك، وكانت نسبة 18.6% من غير العائلات. تألفت نسبة 13.6% من أصل جميع الأسر من أفراد ونسبة 2.8% كانوا يعيش معهم شخص وحيد يبلغ من العمر 65 عاماً فما فوق. وبلغ متوسط حجم الأسرة المعيشية 3.33، أما متوسط حجم العائلات فبلغ 3.03.
بلغ العمر الوسطي للسكان 33 عاماً. وكانت نسبة 32.1% من القاطنين تحت سن الثامنة عشر، وكانت نسبة 6.9% بين الثامنة عشر والأربعة وعشرون عاماً، ونسبة 36.9% كانت واقعةً في الفئة العمرية ما بين الخامسة والعشرين حتى الرابعة والأربعين عاماً، ونسبة 20.0% كانت ما بين الخامسة والأربعين حتى الرابعة والستين، ونسبة 4.0% كانت ضمن فئة الخامسة والستين عاماً فما فوق. يوجد لكل 100 أنثى 108.1 ذكر، ويوجد لكل 100 أنثى في الثامنة عشر من عمرها فما فوق 109.5 ذكر.
بلغ متوسط دخل الأسرة في المدينة 57,880 دولار، أما متوسط دخل العائلة فبلغ 62,004 دولار. وكان متوسط دخل الذكور 40,599 دولار مقابل 27,377 دولار للإناث. وسجل دخل الفرد الخاص بالمدينة 21,087 دولار. وكانت نسبة 2.2% من العائلات ونسبة 3.8% من السكان تحت خط الفقر، وكان من هؤلاء نسبة 4.1% تحت سن الثامنة عشر ونسبة 8.3% في الخامسة والستين من العمر وما فوق.

### تعداد عام 2010
بلغ عدد سكان إيست بيثيل 11,626 نسمة بحسب تعداد عام 2010، وبلغ عدد الأسر 4,060 أسرة وعدد العائلات 3,221 عائلة مقيمة في المدينة. في حين سجلت الكثافة السكانية 259.5 نسمة لكل ميل مربع (100.2/كم2). وبلغ عدد الوحدات السكنية 4,237 وحدة بمتوسط كثافة قدره 94.6 لكل ميل مربع (36.5/كم2).
وتوزع التركيب العرقي للمدينة بنسبة 95.9% من البيض و0.5% من الأمريكيين الأصليين و1.6% من الأمريكيين ذوي الأصول الآسيوية و0.4% من الأمريكيين الأفارقة و1.3% من عرقين مختلطين أو أكثر.
بلغ عدد الأسر 4,060 أسرة كانت نسبة 39.6% منها لديها أطفال تحت سن الثامنة عشر تعيش معهم، وبلغت نسبة الأزواج القاطنين مع بعضهم البعض 66.9% من أصل المجموع الكلي للأسر، ونسبة 6.6% من الأسر كان لديها معيلات من الإناث دون وجود شريك، بينما كانت نسبة 5.8% من الأسر لديها معيلون من الذكور دون وجود شريكة وكانت نسبة 20.7% من غير العائلات. تألفت نسبة 14.4% من أصل جميع الأسر من أفراد ونسبة 3.6% كانوا يعيش معهم شخص وحيد يبلغ من العمر 65 عاماً فما فوق. وبلغ متوسط حجم الأسرة المعيشية 3.15، أما متوسط حجم العائلات فبلغ 2.86.
بلغ العمر الوسطي للسكان 38.6 عاماً. وكانت نسبة 26.2% من القاطنين تحت سن الثامنة عشر، وكانت نسبة 7.9% بين الثامنة عشر والأربعة وعشرون عاماً، ونسبة 26.8% كانت واقعةً في الفئة العمرية ما بين الخامسة والعشرين حتى الرابعة والأربعين عاماً، ونسبة 31.9% كانت ما بين الخامسة والأربعين حتى الرابعة والستين، ونسبة 7% كانت ضمن فئة الخامسة والستين عاماً فما فوق. وتوزع التركيب الجنسي للسكان بنسبة 52.2% ذكور و47.8% إناث.